# Jean Bock
Pour les articles homonymes, voir Bock (homonymie).
 (septembre 2022).
Si vous disposez d'ouvrages ou d'articles de référence ou si vous connaissez des sites web de qualité traitant du thème abordé ici, merci de compléter l'article en donnant les références utiles à sa vérifiabilité et en les liant à la section « Notes et références ».
 (septembre 2022).
- Si vous ne connaissez pas le sujet, laissez ce bandeau (vous pouvez alors contacter les auteurs).
- Si vous supprimez le contenu mis en cause (vous pouvez préalablement contacter les auteurs),

argumentez précisément cette suppression dans la page de discussion
(un manque de référence n'est pas un argument ; une recherche réelle de référence doit avoir été effectuée, être formellement documentée).
Jean Bock, né le 15 janvier 1931 à Bovigny (province de Luxembourg, en Belgique) et mort le 11 septembre 2022, est un homme politique belge francophone, membre du PRL, dont il fut vice-président (du PLP, ensuite PRL) à partir de 1974 et secrétaire politique adjoint (du PRL, ensuite du MR) depuis 1982.

## Biographie
Jean Bock obtint son diplôme d'instituteur à l’École normale de l’État, en 1950, à Verviers, où, en parallèle, inscrit au conservatoire en section d'art oratoire, il fut le condisciple de Georges Aubrey, et d'André Debaar, futurs sociétaires du Théâtre national.  
Il effectua son service militaire entre 1951 et 1952, en tant que COR (candidat officier de réserve) ; il termina sa période sous les armes par l'obtention du brevet de commando, en octobre 1952, à Marche-les-Dames, avec le grade de sous-lieutenant. Très positivement marqué par son passage à l'armée, il effectua divers « rappels » sous les drapeaux, pour terminer avec le grade de capitaine-commandant de réserve.
Il enseigna ensuite, notamment, à l’école communale de Limerlé, avant de s'embarquer pour le Congo belge entre 1955 et 1960.
Basé dans la Province du Kasaï, à Luluabourg (aujourd'hui Kananga), il fut chargé de la construction d'écoles officielles auprès des chefferies indigènes. 
Sa future épouse, Andrée Léonard (décédée en 2019), l'y rejoignit, et de leur union, le 20 octobre 1955 à Luluabourg, naîtront un fils, au Congo, en 1956, et une fille, en Belgique, en 1962.
Au retour du Congo, à la rentrée scolaire de 1960, il reprit ses fonctions d'instituteur, dans une école des Forces belges en Allemagne, les FBA, à Düren, en Rhénanie-du-Nord-Westphalie. 
Il fut candidat aux élections (provinciales) de 1961, pour le Parti Libéral[Lequel ?]. Dernier de la liste, il obtint le meilleur score. Cependant, sa liste ne compta aucun élu. Il fallut attendre 1965 pour sa première élection, au Conseil provincial du Luxembourg. Dans la foulée, il rejoignit en tant qu'attaché les cabinets des ministres du Budget, Willy De Clercq et de la Justice, Pierre Wigny.
C'est à partir de cette période qu'il sublima[non neutre] ses compétences pédagogiques et oratoires et ses capacités de mener les hommes, avec une exceptionnelle[non neutre] intelligence interpersonnelle et relationnelle, et qu'il s'éloigna définitivement de la carrière d'enseignant, en s'engageant pleinement[non neutre] dans la gestion de la chose publique[source insuffisante].

## Fonctions politiques
Jean Bock a été élu au suffrage universel, sans interruption, entre 1965 et 2006, soit pendant 41 ans au total, en exerçant plusieurs fonctions :
- 1965-1981 : Conseiller provincial province de Luxembourg ;
- 1968-1971 : Député permanent (coalition PSC-PLP) ;
- 1972-1974 : Chef de cabinet adjoint du vice-premier ministre et ministre des Finances Willy De Clercq ;
- 1974-1981 : Député permanent (coalition PLP-PS) ;
- 1981-1985 : Sénateur coopté ;
- 1983-2006 : Conseiller communal à Gouvy ;
- 1983-2004 : Bourgmestre de Gouvy ;
- 1985-1995 : Sénateur provincial du Luxembourg, Secrétaire du Sénat ;
- 1995-1999 : Sénateur élu direct du collège électoral français, questeur puis Président du collège des questeurs ;
- 1999-2004 : Député wallon, au Parlement wallon, et de la Communauté française, au Parlement de la Fédération Wallonie-Bruxelles

Dans le cadre de l'exercice de ses mandats politiques, Jean Bock fut notamment administrateur (1973) et vice-président (1976-1981) du Conseil d'administration de la RTB devenue RTBF, délégué et président du Conseil interparlementaire consultatif du Benelux, délégué et vice-président de la délégation belge à l'Assemblée de l'Atlantique nord, l'OTAN, administrateur des autoroutes E9 et E40, administrateur de la Société de développement régional de Wallonie, la SDRW, administrateur de l'Intercommunale de développement économique du Luxembourg, IDELUX, président de la Fédération touristique du Luxembourg belge, la FTLB, président d'INTERLUX…

## Distinctions
- Officier de l'Ordre de la Couronne (7 avril 1977)
- Grand officier de l’Ordre de Léopold (9 juin 1999)
- Commandeur de l'ordre d'Orange-Nassau, des Pays-Bas (1994)
- Commandeur de l'Ordre de Mérite du grand-duché de Luxembourg